# Wereldkampioenschappen openwaterzwemmen 2011
De wereldkampioenschappen openwaterzwemmen 2011 werden van 19 tot en met 23 juli 2011 gehouden in Jinshan City Beach in Shanghai, China. Het toernooi was integraal onderdeel van de wereldkampioenschappen zwemsporten 2011.

## Programma
| Onderdeel       | Juli | Juli | Juli | Juli | Juli | Juli | Juli | Juli | Juli | Juli | Juli | Juli | Juli | Juli | Juli | Juli | Juli | Juli |
| Onderdeel       | 19   | 20   | 21   | 22   | 23   |      |      |      |      |      |      |      |      |      |      |      |      |      |
| --------------- | ---- | ---- | ---- | ---- | ---- | ---- | ---- | ---- | ---- | ---- | ---- | ---- | ---- | ---- | ---- | ---- | ---- | ---- |
| 5 km (m)        |      |      |      | Goud |      |      |      |      |      |      |      |      |      |      |      |      |      |      |
| 10 km (m)       |      | Goud |      |      |      |      |      |      |      |      |      |      |      |      |      |      |      |      |
| 25 km (m)       |      |      |      |      | Goud |      |      |      |      |      |      |      |      |      |      |      |      |      |
|                 |      |      |      |      |      |      |      |      |      |      |      |      |      |      |      |      |      |      |
| 5 km (v)        |      |      |      | Goud |      |      |      |      |      |      |      |      |      |      |      |      |      |      |
| 10 km (v)       | Goud |      |      |      |      |      |      |      |      |      |      |      |      |      |      |      |      |      |
| 25 km (v)       |      |      |      |      | Goud |      |      |      |      |      |      |      |      |      |      |      |      |      |
|                 |      |      |      |      |      |      |      |      |      |      |      |      |      |      |      |      |      |      |
| Landenwedstrijd |      |      | Goud |      |      |      |      |      |      |      |      |      |      |      |      |      |      |      |
| Totaal          | 1    | 1    | 1    | 2    | 2    |      |      |      |      |      |      |      |      |      |      |      |      |      |

## Medailles

### Mannen
| Onderdeel | Goud                | Goud | Zilver              | Zilver | Brons             | Brons |
| --------- | ------------------- | ---- | ------------------- | ------ | ----------------- | ----- |
| 5 km      | Thomas Lurz         | GER  | Spyridon Gianniotis | GRE    | Jevgeni Drattsjev | RUS   |
| 10 km     | Spyridon Gianniotis | GRE  | Thomas Lurz         | GER    | Sergej Bolsjakov  | RUS   |
| 25 km     | Petar Stojtsjev     | BUL  | Vladimir Djatsjin   | RUS    | Csaba Gercsák     | HUN   |

### Vrouwen
| Onderdeel | Goud              | Goud | Zilver           | Zilver | Brons             | Brons |
| --------- | ----------------- | ---- | ---------------- | ------ | ----------------- | ----- |
| 5 km      | Swann Oberson     | SUI  | Aurélie Muller   | FRA    | Ashley Twichell   | USA   |
| 10 km     | Keri-Anne Payne   | GBR  | Martina Grimaldi | ITA    | Marianna Lymperta | GRE   |
| 25 km     | Ana Marcela Cunha | BRA  | Angela Maurer    | GER    | Alice Franco      | ITA   |

### Gemengd
| Onderdeel       | Goud                                     | Goud | Zilver                                 | Zilver | Brons                                     | Brons |
| --------------- | ---------------------------------------- | ---- | -------------------------------------- | ------ | ----------------------------------------- | ----- |
| Landenwedstrijd | Andrew Gemmell Ashley Twichell Sean Ryan | USA  | Melissa Gorman Ky Hurst Rhys Mainstone | AUS    | Isabelle Härle Thomas Lurz Jan Wolfgarten | GER   |

### Medaillespiegel
| Plaats | Land                | Goud | Zilver | Brons | Totaal |
| 1      | Duitsland           | 1    | 2      | 1     | 4      |
| 2      | Griekenland         | 1    | 1      | 1     | 3      |
| 3      | Verenigde Staten    | 1    | 0      | 1     | 2      |
| 4      | Brazilië            | 1    | 0      | 0     | 1      |
| 4      | Bulgarije           | 1    | 0      | 0     | 1      |
| 4      | Verenigd Koninkrijk | 1    | 0      | 0     | 1      |
| 4      | Zwitserland         | 1    | 0      | 0     | 1      |
| 8      | Rusland             | 0    | 1      | 2     | 3      |
| 9      | Italië              | 0    | 1      | 1     | 2      |
| 10     | Australië           | 0    | 1      | 0     | 1      |
| 10     | Frankrijk           | 0    | 1      | 0     | 1      |
| 12     | Hongarije           | 0    | 0      | 1     | 1      |
| Totaal | Totaal              | 7    | 7      | 7     | 21     |